# Gracen
Gracen è una frazione del comune di Elbasan in Albania (prefettura di Elbasan).
Fino alla riforma amministrativa del 2015 era comune autonomo, dopo la riforma è stato accorpato, insieme agli ex-comuni di Bradashesh, Funarë, Gjergjan, Gjinar, Labinot Fushë, Labinot Mal, Papër, Shirgjan, Shushicë, Tregan e Zavalinë a costituire la municipalità di Elbasan.

## Località
Il comune era formato dall'insieme delle seguenti località:
- Gracen
- Plagarice
- Terbac
- Bodin
- Shingjin
- Gjorm
- Pajenge
- Mamel
- Dopa